# Zatoka Sulzbergera
Zatoka Sulzbergera (ang. Sulzberger Bay) – zatoka Oceanu Południowego, położona wzdłuż północno-zachodniego wybrzeża Ziemi Marii Byrd, pomiędzy wyspami Fisher Island i Vollmer Island. Jej szerokość wynosi około 100 mil (160 km). Została odkryta 5 grudnia 1929 roku przez ekspedycję Richarda Byrda i nazwana na cześć Arthura Haysa Sulzbergera, wydawcy dziennika „The New York Times” i poplecznika ekspedycji. 